# جائزة أستراليا الكبرى 2002
جائزة أستراليا الكبرى 2002 (بالإنجليزية: 2002 Australian Grand Prix)‏ هو سباق فورمولا 1 أقيم بتاريخ 3 مارس 2002 في حلبة سباق الجائزة الكبرى في ملبورن، أستراليا. كان الأول من أصل 17 في بطولة العالم لسباقات الفورمولا واحد موسم 2002. حلّ الألماني مايكل شوماخر أولا بينما جاء الكولومبي خوان بابلو مونتويا في المركز الثاني وحصل على المركز الثالث الفنلندي كيمي رايكونن.